# Castello di Ancy-le-Franc

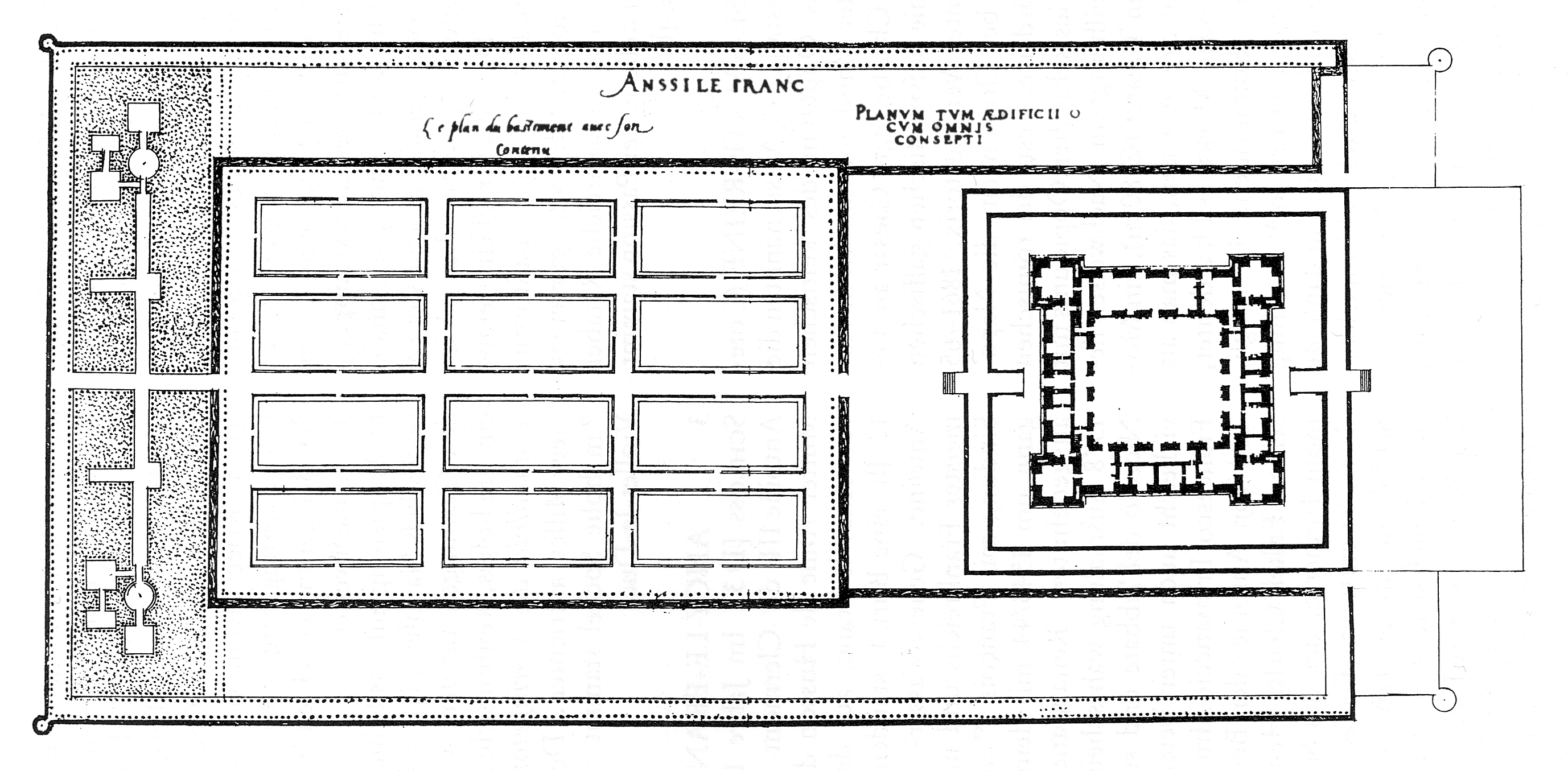
Pianta del castello in un'incisione di Jacques Androuet du Cerceau

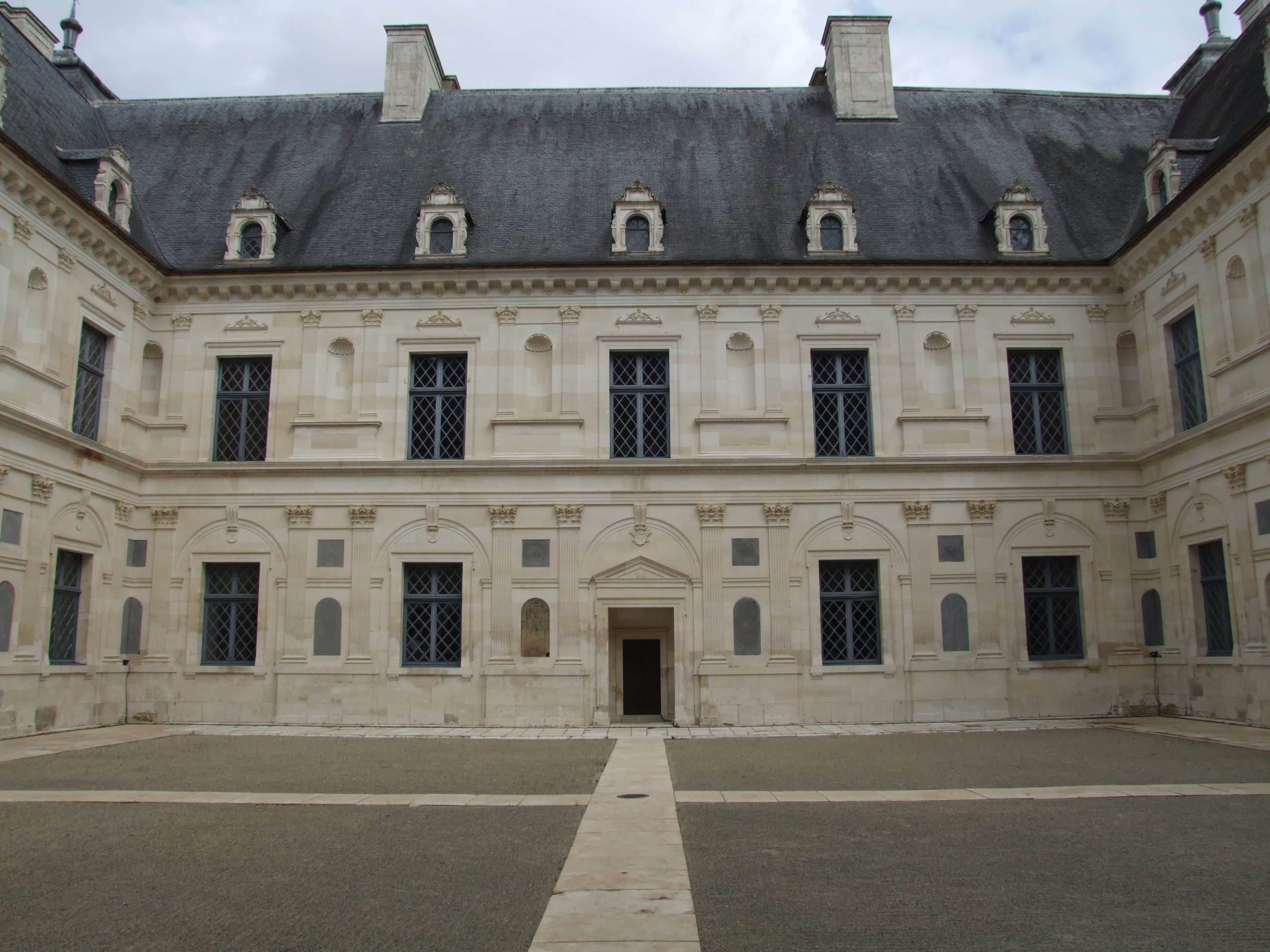
Vista della corte interna quadrata

Il castello di Ancy-le-Franc (château d'Ancy-le-Franc in francese) è una vasta residenza di campagna ubicata presso Tonnerre nella regione francese della Borgogna, nel comune di Ancy-le-Franc.

## Storia
Importante ed innovativo esempio d'architettura tardo-rinascimentale, fu costruito a partire da una data tra il 1544 ed il 1550 per il colto mecenate Antoine III de Clermont. Il progetto è generalmente attribuito all'italiano Sebastiano Serlio, soprattutto su basi stilistiche, anche se non mancano studiosi che lo hanno attribuito ad altri artisti come Primaticcio o Pierre Lescot, presenti in cantiere dopo Serlio. Da notare comunque come il Libro VI del trattato di Serlio riporti i disegni di un edificio evidentemente corrispondente allo Château d'Ancy-le-Franc.
L'edificio era probabilmente sostanzialmente completato nel 1550, anche se i lavori di decorazione si protrassero a lungo, oltre la morte del committente e dell'architetto, con artisti francesi ed italiani.

## Caratteri stilistici
L'opera costituisce una consapevole sintesi tra due culture costruttive in cui coesistono elementi tipologici e costruttivi francesi con un linguaggio architettonico molto colto che si richiama all'architettura della Roma di inizio XVI secolo, ed è considerata il capolavoro del Serlio e l'esemplificazione del ruolo che l'architetto ebbe come tramite tra la cultura architettonica italiana del primo cinquecento e la Francia.
Il castello presenta una pianta regolare, distribuita attorno ad un cortile quadrato; quattro corpi di fabbrica, ancora a pianta quadrata, assumono l'aspetto di torrioni angolari, introducendo in Francia uno originale schema completamente geometrico, diverso dai modelli del castello medievale francese e riconducibile a quello ideato da Giuliano da Maiano per la villa napoletana di Poggioreale (oggi scomparsa) e che il trattato d'architettura del Serlio contribuì ad affermare con successo nel resto d'Europa.
I fronti esterni del palazzo, dal carattere molto austero, sono scanditi da lesene di ordine dorico molto semplificato, su due livelli (tre nei corpi angolari) e sono conclusi da un cornicione con triglifi, forse seguendo un modello peruzziano (Palazzo Fusconi Pighini). Invece i fronti interni lungo il cortile riprendono, al piano terra, un tema bramantesco di pilastri binati in una successione generalmente definita "travata ritmica" in cui l'interasse più piccolo accoglie una nicchia e quello più ampio, un arco trabeato. Il riferimento è alla soluzione adottata da Bramante nel cortile superiore ("Cortile della Pigna") del Belvedere in Vaticano.
L'edificio è caratterizzato inoltre da ampie finestre e da una copertura con pendenza molto accentuata, come da tradizione francese. 
L'edificio è realizzato in pietra calcarea da taglio, con membrature appena rilevate, grazie all'abilità degli scalpellini francesi.
Nel progetto originario erano forse presenti logge sia al piano terra che al piano primo, non realizzate, come si può dedurre dalle tavole del Libro VI del trattato del Serlio.
L'opera appartiene ad un periodo creativo del Serlio caratterizzato dall'abbandono dei temi manieristi più innovativi, non recepiti dalla committenza francese e confinati dall'artista nelle stravaganze de Libro "Extraordinario".

## Decorazioni interne
All'interno, soprattutto al piano primo, si trovano molti ambienti decorati con boiseries, soffitti cassettonati e affreschi realizzati a partire dal 1550, probabilmente da Primaticcio, Nicolò dell'Abate e Ruggiero de Ruggieri, e successivamente, a partire dal 1590, da artisti della seconda scuola di Fontainebleau. 
Il complesso degli affreschi, su temi mitologici o tratti dalla storia antica, insoliti per la Francia dell'epoca, costituiscono un'importante testimonianza dell'affermarsi della pittura rinascimentale nell'ambiente francese.
Tra gli ambienti più interessanti, la cappella, la Chambre des Arts affrescata dal Primaticcio e tre lunghe gallerie decorate con grottesche e scene classiche a monocromo.